# Gonomyia (Leiponeura) longiradialis
Gonomyia (Leiponeura) longiradialis is een tweevleugelige uit de familie steltmuggen (Limoniidae). De soort komt voor in het Oriëntaals gebied.